# Cubanate
Cubanate ist eine englische Band, die 1992 von Marc Heal und Phil Barry in London gegründet wurde. Der Name entstammt dem Flugmanöver Cuban 8.

## Bandgeschichte
Als Reaktion auf die von ihnen als langweilig empfundenen Elektro-Bands, die „ihre Gesichter bei Live-Auftritten hinter Synthesizern verstecken“, gründeten Marc Heal und Phil Barry das Musikprojekt Cubanate. Im Vordergrund stand die Idee, dancefloor-orientierte Songs zu schreiben und Techno-Beats mit Metal-Gitarren zu kombinieren.
Kurz darauf komplettierten die beiden Musiker Graham Rayner und Steve Etheridge die Band, das Quartett unterschrieb einen Vertrag bei Dynamica, einem Sublabel der Plattenfirma Machinery, und veröffentlichte bald darauf die Maxi Body Burn, von der das Titelstück zum Club-Hit avancierte. Rayner und Ethridege verließen Cubanate noch vor Erscheinen eines ersten Albums, Heal und Barry arbeiteten fortan wieder als Duo an weiterem Material.
Das Debüt Antimatter erschien 1993, kurz darauf die EP Metal. Der Titel Metal sollte bewusst für Verwirrung sorgen, denn auf der EP boten Cubanate stilistisch keinen Metal, sondern deutlich techno-, trance- und house-orientierte Remixe ihres Nebenprojekts D-Code; Heal äußerte hierzu, eine EP, die sich stilistisch am Metal orientiere, hätte die Band vermutlich „EBM“ genannt.
1995 erschien das zweite Album Cyberia und es folgte eine Tour mit Front Line Assembly, bevor im April 1996 das dritte Album Barbarossa herausgegeben wurde. Der Titel des Albums bezieht sich auf den Codenamen für die deutsche Invasion der Sowjetunion 1941, Unternehmen Barbarossa. Heal beabsichtigte mit diesem Album, „den Zusammenhang zwischen persönlicher und politischer Gewalt darzustellen.“ Gleichzeitig schloss die Gruppe einen Vertrag mit der US-amerikanischen Plattenfirma Wax Trax! Records, einem Sublabel von TVT Records.
1998 erschien das vierte und letzte Studioalbum Interference, für das Cubanate unter anderem mit dem Produzenten und Musiker Rhys Fulber (Front Line Assembly, Will) zusammenarbeiteten. Einige Songs des Albums wurden von Techno-/Goa-Trance- und Drum-and-Bass-Größen wie Juno Reactor, Empirion und Deep Rooted remixed und auf den Maxis 9:59 und Voids veröffentlicht.
Seit Oktober 2010 ist das Projekt wieder aktiv und kündigte neues Material für das Jahr 2011 an. Bereits im Januar 2011 wurde das Stück We are Crowd im Rahmen der Kompilation Electronic Body Matrix 1 veröffentlicht – der nach über 10 Jahren erste neue Song seit den Search Engine demos.

## Stil und Texte
Der Crossover-Stil von Cubanate vermischte zunächst Metal-Gitarren mit Techno-Sounds und wurde in den Printmedien der 1990er u. a. als Tekkno Metal tituliert. Von der Electro-/Industrial-Szene, der Cubanate häufig zugeordnet wurde, distanzierte sich die Band von Beginn an.
Während das 1995er Album Cyberia von einem durchgehenden Rhythmus geprägt war, wurden in die Kompositionen des nachfolgenden Werks Barbarossa „mehr Breaks und ungewöhnliche Passagen“ integriert. Zudem legten Cubanate mehr Wert auf verfremdeten Gesang, die Gitarren wurden weniger verzerrt und metal-orientiert eingesetzt. Marc Heal gab für diesen Schritt der Veränderung den Einfluss durch die Gruppe Front Line Assembly an. Auf dem 1998er Album Interference kamen hauptsächlich Electronica-, speziell Drum-and-Bass-Elemente zum Einsatz.
Bei seinen Texten und Ideen war Heal unter anderem vom Cyberpunk und anderer Science-Fiction inspiriert, Texte wie die zu Body Burn und Skeletal sind als „Zerstörung menschlicher Körper“ interpretierbar, haben laut Bandaussage jedoch keine tiefere Bedeutung.

## Diskografie

### Studioalben
- 1993: Antimatter
- 1995: Cyberia
- 1996: Barbarossa
- 1998: Interference
- 2019: Kolossus

### Singles und EPs
- 1993: Body Burn
- 1994: Junky
- 1994: Metal (EP)
- 1994: Oxyacetalene (EP)
- 1996: Joy
- 1998: 9:59
- 1998: Voids

### Compilations und Live-Alben
- 2017: Brutalism
- 2018: Live Brutalism